# 마르 사우라
마르 사우라(Mar Saura, 1975년 10월 1일 ~ )는 스페인의 배우, 모델, 사회자이다. 1992년 미스 바르셀로나 우승자이다.

## 출연 작품
- 더 비기닝 (2016)
- 오픈 도어 (2016)